# Église de la Nativité de Opočno
Pour les articles homonymes, voir Église de la Nativité.
L'église de la Nativité est un édifice religieux catholique sis à Opočno, en République tchèque. Jusqu'en 1950 c'était l'église conventuelle des frères mineurs capucins de Opočno. 
Chaque année, la fête dite de la Portioncule, a lieu dans cette église le dimanche qui suit le 2 août.

## Histoire

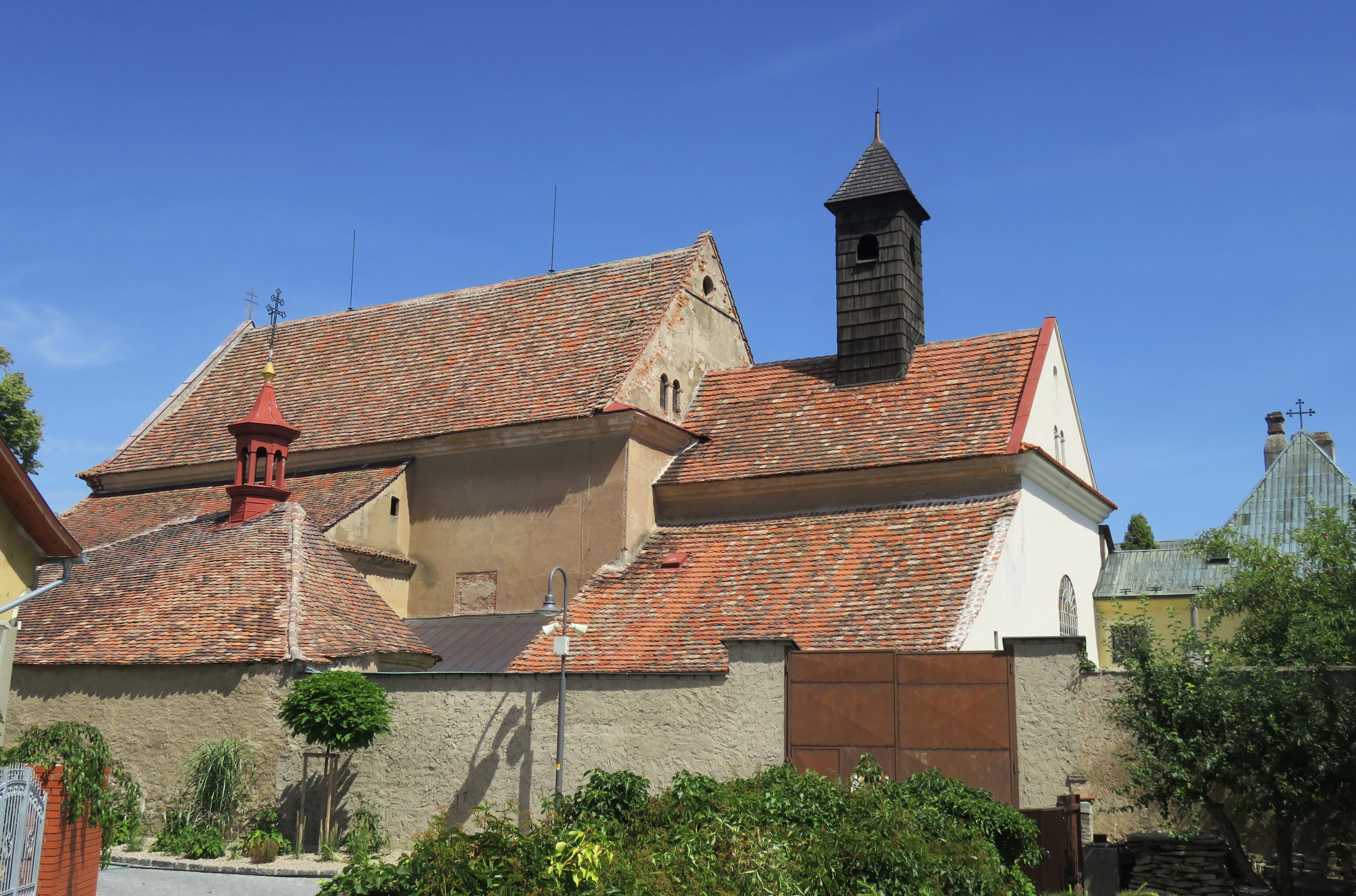
Façade sud du monastère

Louis Colloredo de Waldsee a fondé le couvent de capucins avec l'église de la Nativité en 1674. Ils ont été construits par l'architecte italien Bernard Minelli et par l'architecte Bruno de České Budějovice dans les années 1676–1678. Les capucins sont venus à Opočno en 1677 et ils habitaient dans ce monastère jusqu'en 1950. Un incendie a détruit le monastère ainsi que l'église en 1733. La reconstruction fut faite n 1735.

## Intérieur

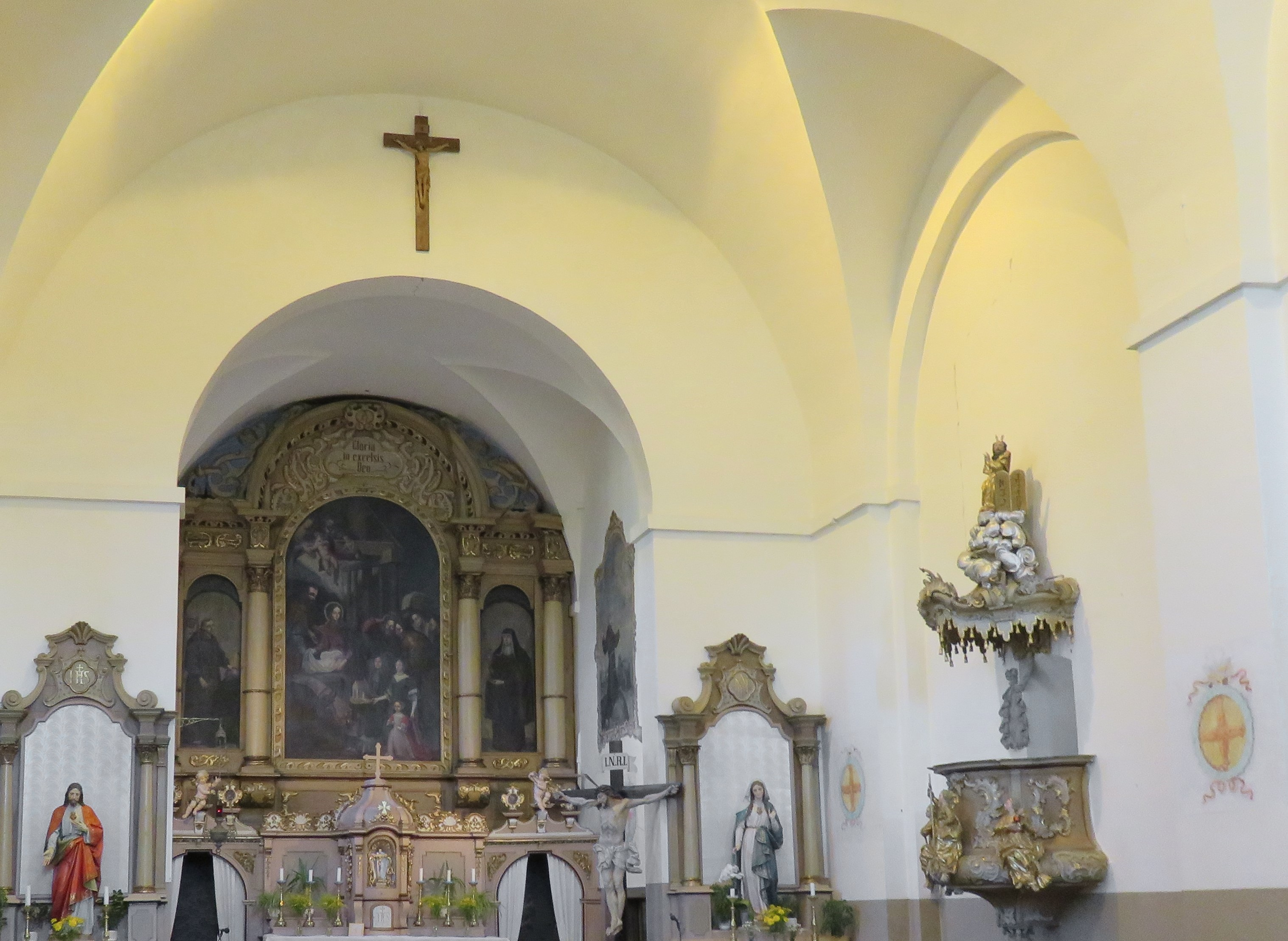
Intérieur

Le tableau du maître-autel illustre la Nativité du Christ et il date du XVIIIe siècle. Dans le coin en bas à droite, se trouve un portrait du fondateur Louis Colloredo, de son épouse et de sa famille. Le fondateur tient un modèle réduit de l'église à la main. 
Sur l'autel de la chapelle transversale, se trouve une statue baroque de la Vierge Marie. 
L'autel moderne et l'ambon datent de 1979 et ont été proposés et créés par le père Václav Hartman de Hronov.

## Liens externes

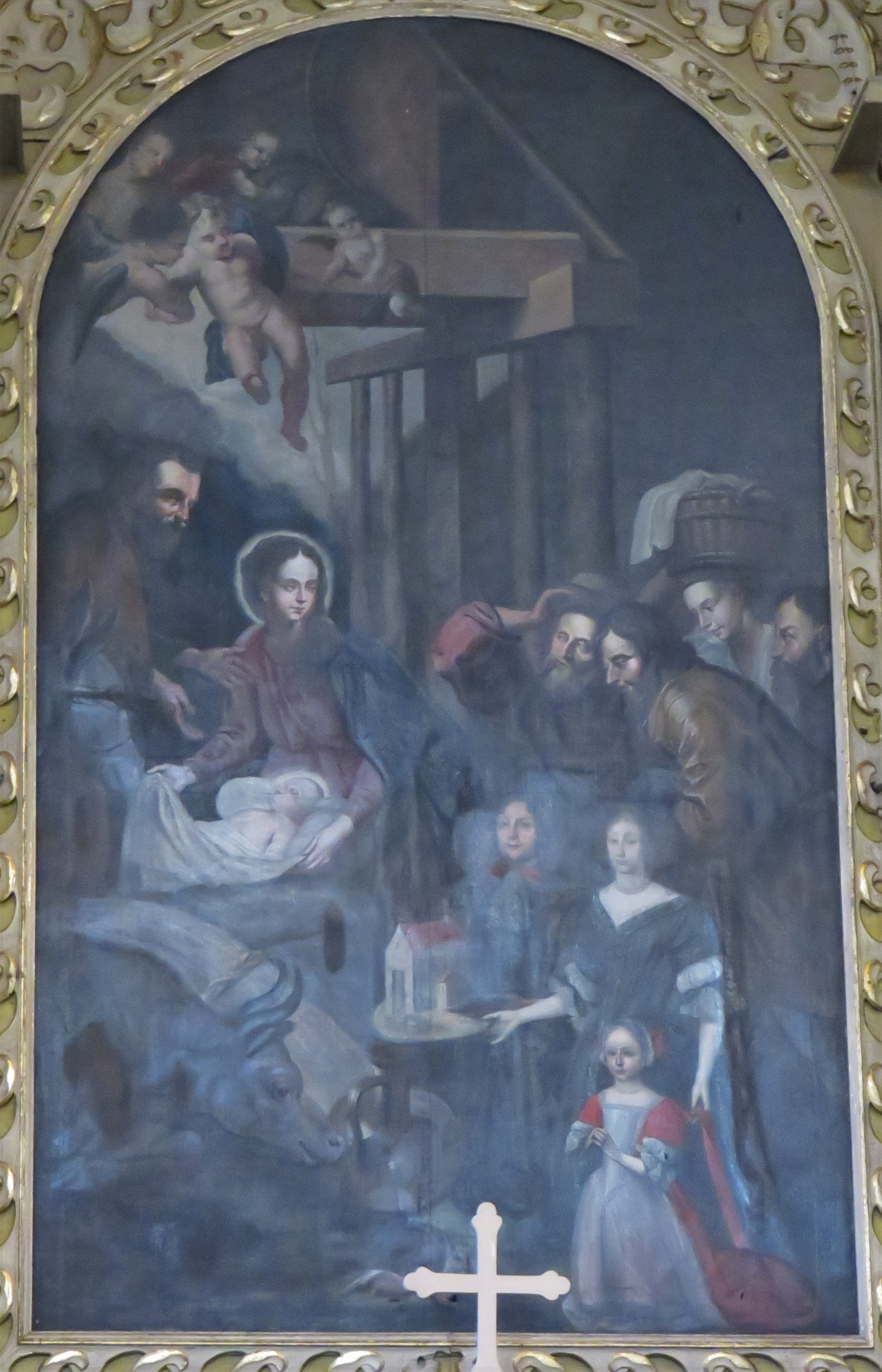
Le tableau de l'autel principal